# قلوب لا تنكسر
'قلوب لا تنكسر هي رواية رومانسية للشباب من تأليف سينثيا لايتيتش سميث، نُشرت في 9 أكتوبر 2018 بواسطة مطبعة كاندلويك.
حصلت الرواية على جائزة أدب الشباب الهندي الأمريكي لكتاب الشباب في عام 2020.  
تدور أحداث رواية قلوب لا تنكسر في نفس النطاق الذي تدور فيه قصة المطر ليس اسمي الهندي؛ الأبطال هم أبناء عمومة.

## الاستقبال
تلقت رواية قلوب لا تنكسر مراجعة مميزة بنجمة من  مجلة سكول لايبراري جورنال وتقييمات إيجابية من نشرة مركز كتب الأطفالوذا هزرن بوك وبوكليست  بالإضافة إلى تقييمات متواضعة من ومجلة بابليشرز ويكلي وكركس. 
كما حصلت الرواية على الجوائز التالية:
- قائمة كتب مهرجان نيوستادت [الإنجليزية] (2021) [10]
- كل ما يقرأ ولاية ايوا! [الإنجليزية] القائمة المختصرة لكتب المراهقين (2021) [11]
- جائزة أدب الشباب الهندي الأمريكي للفائز بكتاب الشباب (2020) [12]
- التدريس من أجل التغيير: اختيار كتب العدالة الاجتماعية (2020) [13]
- تسليط الضوء على عنوان التنوع، معرض كتاب نيو إنجلاند (2020)
- اختيار قائمة كتب أميليا بلومر [الإنجليزية] (2019) [14] [15] [16]
- الكتب المتميزة للكلية [الإنجليزية] : اختيار الأدب وفنون اللغة (2019) [17]
- قائمة أفضل الكتب في شارع بانك ستريت (2019) [18]
- الفائز بجائزة المقدمة [الإنجليزية] الفضية لرواية الشباب (2018) [19]
- قائمة القراءة الموصى بها بالألوان (2021) [20]